# Jorma Kaukonen
Jorma Kaukonen, né le 23 décembre 1940 à Washington DC (États-Unis), est le guitariste du groupe de rock psychédélique Jefferson Airplane, puis cofondateur du groupe de blues rock Hot Tuna, avec Jack Casady.
Il est classé 54e au classement des meilleurs guitaristes du magazine Rolling Stone, et 16e au classement des meilleurs guitaristes acoustiques.
Jorma Kaukonen apprend la guitare lors de son adolescence et est au départ attiré par le blues et ne rêve pas d'entrer dans une formation de rock. Néanmoins quand l'occasion se présente, Paul Kantner lui propose de rejoindre Jefferson Airplane, il accepte sans hésiter.

## Les débuts
Jorma a joué de nombreux blues avec Janis Joplin, notamment lors d'une session d'enregistrement chez lui, le 25 juin 1964 connue sous le nom de The Typewriter Tape (on y entend sa femme de l'époque utiliser une machine à écrire pendant toute la session). Les morceaux Hesitation Blues et Trouble in Mind sont présents sur la compilation Janis, et la session complète circule sous forme de bootleg.

## Jefferson Airplane
Son style unique est facilement reconnaissable, les morceaux les plus représentatifs sont par exemple The Ballad of You and Me and Pooneil, The Last Wall of the Castle (sur After Bathing at Baxter's), If You Feel (sur Crown of Creation), ou encore l'instrumental final de Hey Fredrick (sur Volunteers), où deux solos sont superposés (par comparaison, la version quadriphonique de ce morceau ne contient qu'un seul solo, elle est présente sur la compilation d'inédits Jefferson Airplane Loves You).
À cette époque il participe aussi à de nombreuses improvisations rock, par exemple Spare Chaynge, un instrumental de 24 minutes (dont seules les 9 dernières minutes sont présentes sur l'album After Bathing at Baxter's, la session complète existe en bootleg). Ce genre d'improvisations étaient fréquentes lors des concerts, par exemple sur les disques live officiels Bless Its Pointed Little Head (Bear Melt) et Live at the Fillmore East (Thing), mais aussi lors d'autres concerts disponibles en bootleg, en particulier les Tuesday Night Jam, aux côtés d'autres artistes du San Francisco Sound.

## Hot Tuna
Jack Casady et Jorma Kaukonen ont créé Hot Tuna en 1970, sous la forme d'un duo dérivé de leur travail avec Jefferson Airplane. Celui-ci devint leur principale enseigne d'expression lorsque Jefferson Airplane se sépara en 1973. Soutenu par l'harmonica de Will Scarlet et occasionnellement par Marty Balin et Spencer Dryden, le groupe incorpora de nombreux musiciens dont le violoniste Papa John Creach et le percussionniste Sammy Piazza.
Le groupe se sépara officiellement en 1979, mais Jack Casady et Jorma Kaukonen le reformèrent en 1986. À partir de 1990, le groupe accueillit dans ses rangs le chanteur et multi-instrumentiste Michael Falzarano.

## Discographie
- 1974 : Quah (en) (with Tom Hobson)
- 1979 : Jorma_(album) (en)
- 1980 : Barbeque King (en)
- 1985 : Magic (Jorma Kaukonen album) (en) (Live)
- 1985 : Too Hot to Handle (Jorma Kaukonen album) (en)
- 1994 : Embryonic Journey (album) (en)
- 1995 : Magic Two (en) (Live)
- 1996 : Christmas (Jorma Kaukonen album) (en)
- 1998 : Too Many Years (en)
- 2001 : Jorma Kaukonen Trio Live (en) (Live)
- 2002 : Blue Country Heart (en)
- 2007 : Stars in My Crown (album) (en)
- 2009 : River of Time (en)
- 2015 : Ain't In No Hurry (en)